# Maximum Security
Albums de Tony MacAlpine
Edge of Insanity
(1986) Eyes of the World
(1990)
Maximum Security est le deuxième album studio du guitariste américain, Tony MacAlpine. Il a été réalisé en 1987 sur le label Mercury Records et a été produit par Mike Varney.

## Historique
Cet album a été enregistré en Californie dans les studios Prairie Sun Recording de Cotati. Les guitaristes George Lynch du groupe Dokken et Jeff Watson du groupe Night Ranger participent à quelques titres. Cet album sera le seul du guitariste à se classer dans le classement du Billboard 200, il atteindra la 146e place le 22 août 1987 et resta classé onze semaines.

## Liste des titres
Tous les titres, sauf indication contraire, sont signés par Tony MacAlpine.
1. Autumn Lords - 3:23
2. Hundred Of Thousands - 3:13
3. Tears Of Sahara - 3:46
4. Key To The City - 4:36
5. The Time And The Test - 2:37
6. The King's Cup - 3:25
7. Sacred Wonder - 4:13
8. Etude #4 Opus #10 (Frederic Chopin) - 2:05
9. The Vision - 3:29
10. Dreamstate - 3:27
11. Porcelain Doll (basé sur un thème de (Frederic Chopin)- 4:26

## Musiciens
- Tony MacAlpine : guitares, basse, claviers ;
- Deen Castronovo : batterie, percussion sur (1, 2, 3 , 5 et 6) ;
- Atna Anur : batterie, percussion sur (4, 7, 9, 10 et 11) ;
- George Lynch : solos de guitares sur Tears Of Sahara & The Vision ;
- Jeff Watson : solos de guitare sur The King's Cup.

## Charts
| Pays       | Durée du classement | Meilleur classement |
| ---------- | ------------------- | ------------------- |
| États-Unis | 11 semaines         | 146e                |